# Sainte-Barbe-sur-Gaillon
Sainte-Barbe-sur-Gaillon település Franciaországban, Eure megyében. Lakosainak száma 322 fő (2018. január 1.).

## Népesség
A település népessége az elmúlt években az alábbi módon változott:
| Lakosok száma | 215  | 261  | 214  | 218  | 230  | 248  | 250  | 254  | 257  | 322  |
|               | 1962 | 1968 | 1982 | 1990 | 1999 | 2008 | 2011 | 2013 | 2017 | 2018 |